# Jean-Nicolas Marrigues
 (novembre 2021).
Si vous disposez d'ouvrages ou d'articles de référence ou si vous connaissez des sites web de qualité traitant du thème abordé ici, merci de compléter l'article en donnant les références utiles à sa vérifiabilité et en les liant à la section « Notes et références ».
Jean-Nicolas Marrigues (Versailles, 1757 – Paris, 15 mars 1834) est un organiste et compositeur français.
Pendant la période de la Révolution française, Marrigues était organiste à la cathédrale de Versailles. Plus tard, il vint à Paris et devint organiste à l'orgue Clicquot de Saint-Thomas d'Aquin, à l'église Saint-Nicolas-des-Champs et à l'église Saint-Gervais où il succéda au dernier organiste de la famille Couperin, Céleste-Thérèse Couperin. Il a également enseigné à l'Institut national des jeunes aveugles. Alexandre-Pierre-François Boëly lui succèda à la tribune de Saint-Gervais.  

## Œuvres
Marrigues a laissé une trentaine d'œuvres pour orgue, dont plusieurs fugues, publiées en 2007 par Nicolas Gorenstein aux éditions Chanvrelin.
1. [Fugato] Allegro
2. Fugue sur le Kyrie des Solennels majeurs
3. Fugue pour le Kyrie des Solennels mineurs
4. Fugue (mi mineur)
5. Fugato (fa majeur)
6. Fugato (ut mineur)
7. Fugato (sol majeur)
8. Duo (sol mineur)
9. Grand-chœur (sol mineur)
10. Fugato (ré majeur)
11. Fugato (ré mineur)
12. Fugato (ut mineur)
13. [Pièce en mi b]
14. Offertoire
15. Gracioso
16. Dialogue (duo en ut majeur)
17. Grand-chœur (la mineur)
18. Chœur de Cromorne
19. Grand-chœur (la majeur)
20. Prélude
21. Duo ou dialogue (la majeur)
22. Grand-chœur (sol majeur)
23. Grand-chœur (ré majeur)
24. Cantabile de Cromorne ou de Voix humaine avec les Fonds
25. Récit de Hautbois
26. Récit de Nazard
27. Clairon avec les Fonds
28. Noël (Or nous dites Marie)
29. Grand-chœur (mi b, arrangement par L. Dietsch)
30. Pastorale (pour piano)